# Radziłów (gmina)
Pour les articles homonymes, voir Radziłów.
La gmina de Radziłów est une commune rurale polonaise de la voïvodie de Podlachie et du powiat de Grajewo. Elle s'étend sur 199,38 km2 et comptait 5 114 habitants en 2006. Son siège est le village de Radziłów qui se situe à environ 27 kilomètres au sud de Grajewo et à 61 kilomètres au nord-ouest de Bialystok.

## Villages
La gmina de Radziłów comprend les villages et localités de Barwiki, Borawskie-Awissa, Borawskie-Awissa-Kolonia, Brodowo, Brychy, Czachy, Czaple, Czerwonki, Dębówka, Dusze, Glinki, Grąd, Janowo, Karwowo, Kieljany, Klimaszewnica, Konopki, Konopki-Awissa, Kownatki, Kramarzewo, Łoje-Awissa, Łoje-Gręzko, Mikuty, Mścichy, Okrasin, Ostrowik, Racibory, Radziłów, Radziłów-Kolonia, Rydzewo Szlacheckie, Rydzewo-Pieniążek, Słucz, Słucz-Kolonie, Sośnia, Święcienin, Święcienin-Kolonia, Szlasy, Szyjki, Wiązownica, Wypychy, Zakrzewo et Zawisie.

## Gminy voisines
La gmina de Radziłów est voisine des gminy de Goniądz, Grajewo, Jedwabne, Przytuły, Trzcianne et Wąsosz.